# Sumika Minamoto
Sumika Minamoto (jap. 源 純夏 Minamoto Sumika; ur. 2 maja 1979) – japońska pływaczka. Brązowa medalistka olimpijska z Sydney.
Zawody w 2000 były jej drugimi igrzyskami olimpijskimi, debiutowała w 1996. Medal zdobyła w sztafecie 4x100 metrów stylem zmiennym. Wspólnie z nią płynęły Masami Tanaka, Mai Nakamura i Junko Onishi. W tej samej konkurencji zdobyła brąz mistrzostw świata w 1998 oraz złoto mistrzostw świata w pływaniu na krótkim basenie w 1999. Była wielokrotną medalistką dwóch edycji igrzysk azjatyckich (1994 i 1998).